# Barcelona Olímpica
Barcelona Olímpica és una escultura de 1996 de l'artista Joan Mora exposada a l'Escala d'Honor de la Casa de la Ciutat de Barcelona.

## Història
La obra va ser realitzada pel picapedrer i marbrista Joan Mora al seu taller de Sant Andreu de Palomar a Barcelona, l'any 1996. Va ser un encàrrec de Joan Antoni Samaranch, llavors president del Comitè Olímpic Internacional. La obra, realitzada amb pedra negra de Calatorao, representa una maleta amb una torxa olímpica hiperrealista, com agraïment del president del COI a Barcelona després dels Jocs que va acollir la ciutat el 1992.
El 25 d'abril de 1996 es va inaugurar l'escultura en el seu actual emplaçament, al vestíbul de la Casa de la Ciutat de Barcelona, a prop de l'Escala d'Honor, per l'escultor Joan Mora i Samaranch. El Vestíbul és un espai de grans proporcions conegut per albergar nombroses obres d'art d'artistes destacats com Joan Miró, Josep Clarà i Josep Maria Subirachs entre d'altres.
La nota a l'escultura deia:
| « | El president del Comité Internacional Olímpic. J.A. Samaranch a la seva ciutat en record dels jocs de la XXVa Olimpiada | » |

El 23 de juliol de 2016, el tinent d'alcalde del consistori barceloní, Gerardo Pisarello va informar que es retiraria l'escultura de la seva ubicació, a resposta d'una proposta de la CUP. Dies més tard, i després de diferents veus en contra d'aquesta retirada, l'Ajuntament va rectificar i va anunciar que només s'eliminaria qualsevol referència a Samaranch a l'escultura, degut al seu passat franquista. Dit canvi es va produir al mateix octubre.